# Luis Miguel Valle
Luis Miguel Valle (ur. 11 maja 1989) – kostarykański piłkarz występujący na pozycji pomocnika. Zawodnik klubu LD Alajuelense.

## Kariera klubowa
Valle seniorską karierę rozpoczął w 2008 roku w zespole LD Alajuelense z Primera División de Costa Rica. W sezonie 2008/2009 wywalczył z zespołem wicemistrzostwo faz Apertura i Clausura, a w sezonie 2010/2011 mistrzostwo faz Invierno i Verano.

## Kariera reprezentacyjna
W reprezentacji Kostaryki Valle zadebiutował 12 lipca 2011 roku w przegranym 0:3 meczu rozgrywek Copa América z Argentyną. Było to jedyne spotkanie rozegrane przez niego na tamtym turnieju, zakończonym przez Kostarykę na fazie grupowej.